# Petelo Sea
Petelo Sea a été, de 2014 à 2016 le roi coutumier au titre de Tu'i Agaifo d'Alo à Futuna, l'un des trois royaumes traditionnels situés dans la collectivité française d'outre-mer de Wallis et Futuna.

## Biographie
Petelo Sea est né en 1944 et décédé en 2022 est issu du clan royal Talise et de la famille Matakaviki.

## Roi coutumier d'Alo
Le 14 janvier 2014, Petelo Sea a été choisi comme candidat du clan Talise et de la famille Matakaviki au Conseil des chefs d'Alo, pour la royauté, après quatre ans de négociations entre d'éminentes familles locales pour combler le poste vacant créé par l'abdication. de Petelo Vikena en 2010. Lors de la réunion du village d'Ono, où les racines de kava, symbole coutumier important, étaient présentes, la candidature de Petelo Vea a été annoncée par Atelea Nau, du clan Talise. Le Grand Chef Coutumier d'Alo (Saagogo) Ipasio Masei l'a confirmé au Réseau Outre-Mer 1re le 16 janvier. 
Son intronisation a eu lieu le 17 janvier au fale d'Ono, lors d'une cérémonie organisée par le clan Talise et en présence de toute la population d'Alo, aux côtés de Pierre Simunek, secrétaire général de la préfecture de Wallis et Futuna, représentant à l'Assemblée nationale Napole Polutele, Sénateurs de Wallis et Futuna, et le Président de l'Assemblée Territoriale, invités par le Grand Chef Coutumier.
Petelo Sea est officiellement inscrit au Registre de l'État et prend ses fonctions parmi le Conseil des Chefs, où il les rencontre pour la première fois le 20 janvier 2014. Il porte le titre «Sa Majesté Tuiagaifo Petelo Sea».
Petelo Sea est le premier roi coutumier d'Alo à recevoir la visite d'un président de la République française, lorsque François Hollande se rend à Futuna en février 2016. À ce moment-là, il était le seul roi coutumier en exercice, Uvea et Sigave n'ayant pas de souverain. Il reçoit la médaille de Chevalier de l'Ordre National du Mérite par François Hollande.
En mars 2016, il est reçu en Nouvelle-Calédonie par la communauté futunienne et un kava royal est célébré en son honneur.
Petelo Sea abdique le samedi 14 mai 2016, à la suite de sa destitution par le clan Talise. Son règne a duré un peu moins de 26 mois.

## Vie privée
Petelo Sea est marié à Telesia Sea, a trois fils (Manuele, Olivier et Simione), trois filles (Agnes, Aniseta et Alakoka) et onze petits-enfants. Les parents à l'intronisation de Petelo Sea étaient originaires de Futuna, de Wallis et de Nouvelle-Calédonie. Il devient souverain d'Alo à 70 ans.